# Fresno de Cantespino
Fresno de Cantespino est une commune de la province de Ségovie dans la communauté autonome de Castille-et-León en Espagne.

## Sites et patrimoine
- Église San Nicolás de Bari
- Chapelle del Santo Cristo de la Cerca

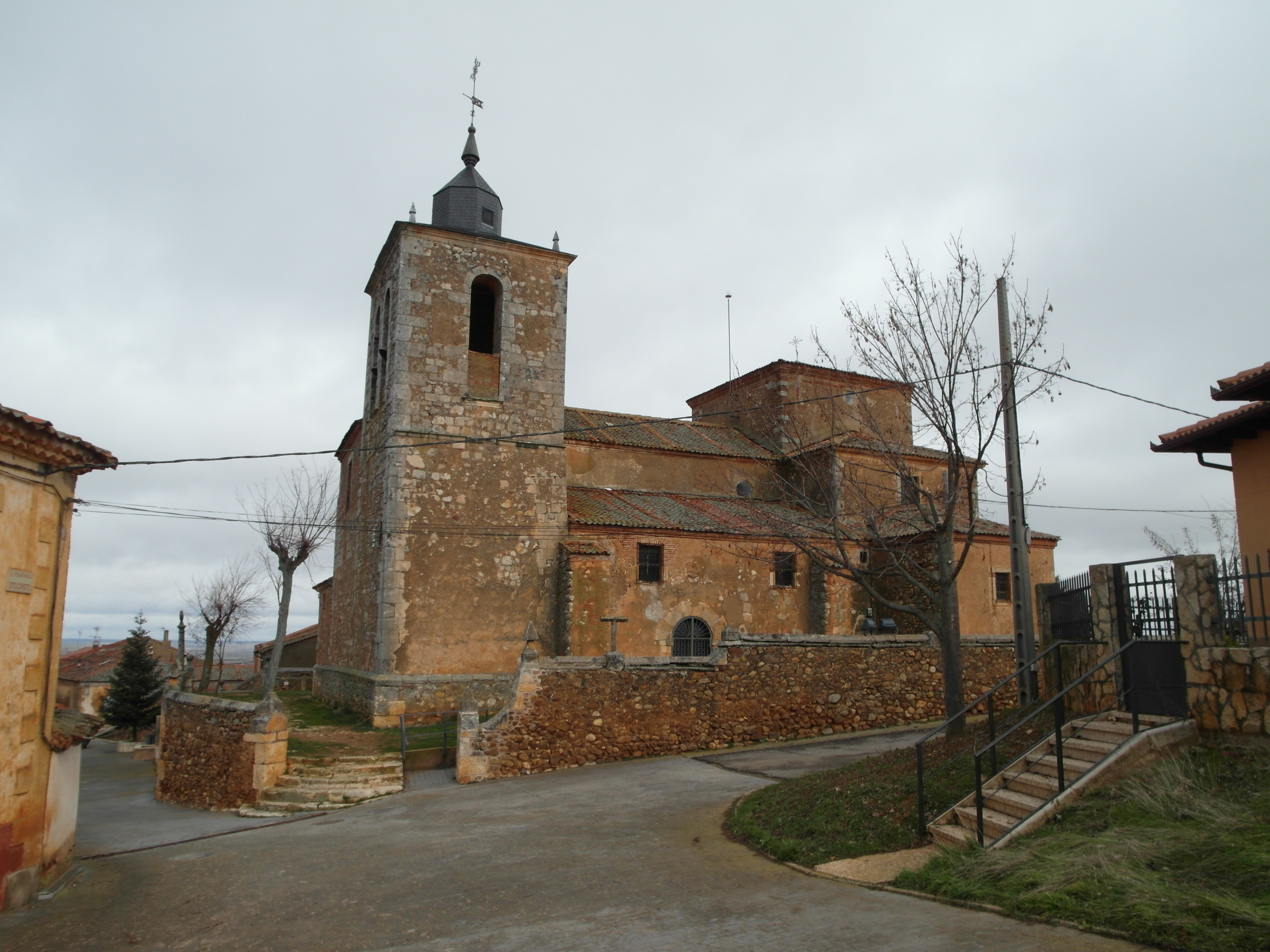
Église San Nicolás de Bari.
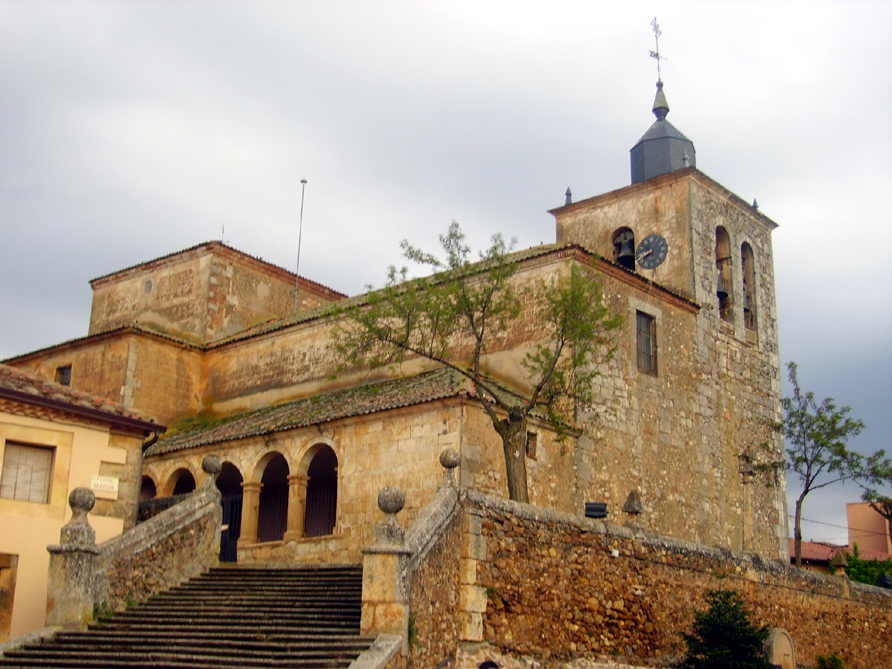
Église San Nicolás de Bari.
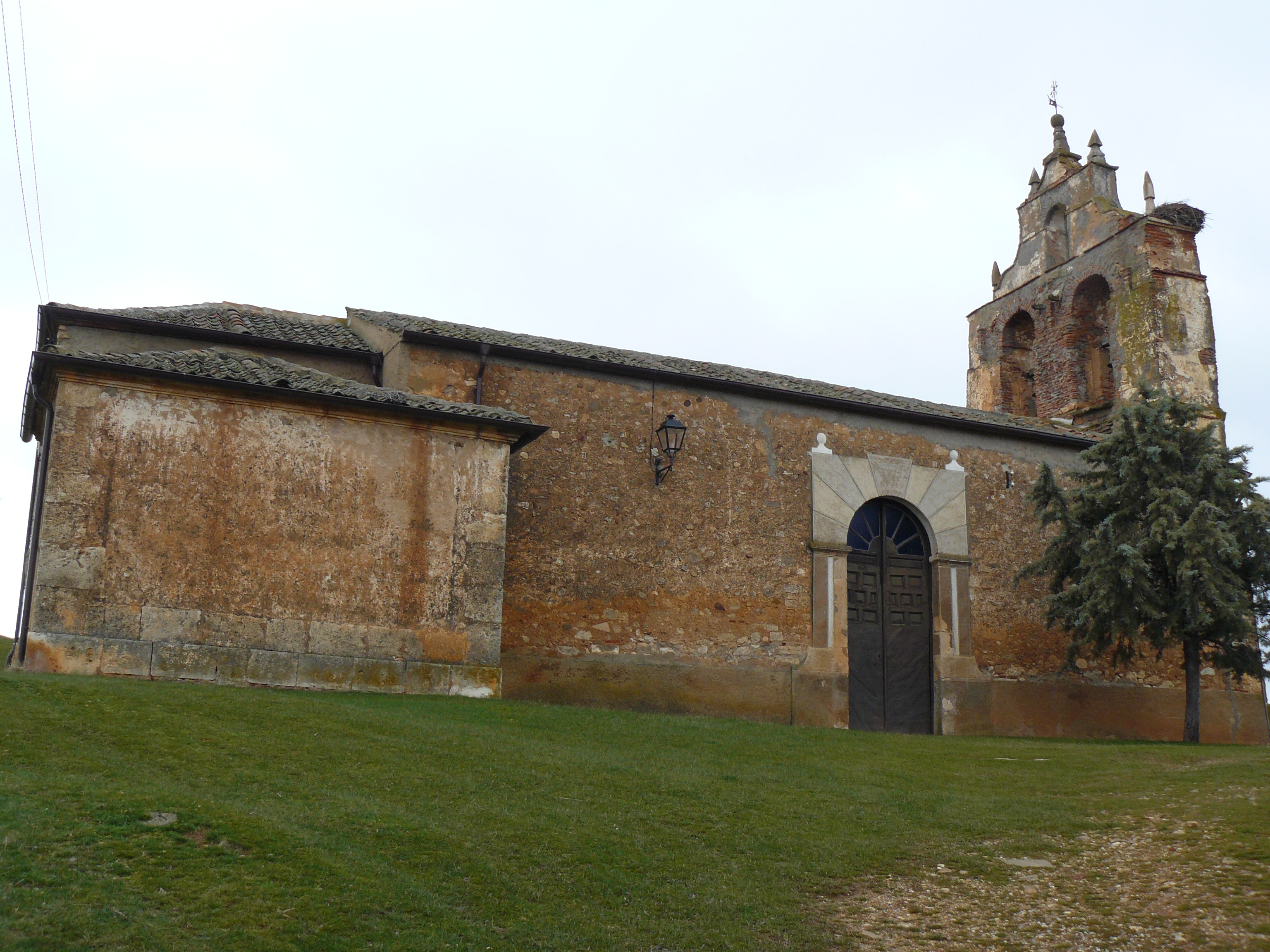
Chapelle de la Cerca